# Clari
Clari és una òpera en tres actes composta per Jacques Fromental Halévy sobre un llibret italià de Pietro Giannone. S'estrenà al Théâtre-Italien de París el 19 de desembre de 1828.
Clari es va basar en una novel·la popular, l'argument de la qual ja s'havia utilitzat per a l'òpera de Henry Bishop a Londres el 1823 (Clari, or the Maid of Milan -que incloïa el que va venir a ser la cançó més famosa, Home! Sweet Home!, música de Bishop i lletra de Payne). També hi havia hagut una producció de la història amb el nom de Clari ou la promesse de mariage com a ballet-pantomime en tres actes a l'Òpera de París el 1820, amb música de Rodolphe Kreutzer i dissenys de Pierre-Luc-Charles Ciceri i Louis Daguerre.